# Unione Sportiva Lucchese Libertas 1940-1941
Questa voce raccoglie le informazioni riguardanti l'Unione Sportiva Lucchese Libertas nelle competizioni ufficiali della stagione 1940-1941.

## Rosa
| N. |                      | Ruolo | Calciatore         |
| -- | -------------------- | ----- | ------------------ |
|    | Italia (bandiera)    | A     | Carlo Azzimonti    |
|    | Italia (bandiera)    | A     | Angiolo Bonistalli |
|    | Italia (bandiera)    | D     | Marco Borrini      |
|    | Italia (bandiera)    | C     | Egidio Capra       |
|    | Italia (bandiera)    | D     | Sergio Carnicelli  |
|    | Italia (bandiera)    |       | Giuseppe Cesana    |
|    | Italia (bandiera)    | C     | Piero Colli        |
|    | Italia (bandiera)    | D     | Franco Colombo     |
|    | Italia (bandiera)    | A     | Elpidio Coppa      |
|    | Italia (bandiera)    | D     | Gaspare Cozzi      |
|    | Italia (bandiera)    | C     | Antonio Frugoli    |
|    | Italia (bandiera)    | D     | Manrico Guerrieri  |
|    | Argentina (bandiera) | D     | Juan Landolfi      |

| N. |                    | Ruolo | Calciatore            |
| -- | ------------------ | ----- | --------------------- |
|    | Italia (bandiera)  | A     | Mario Lazzari         |
|    | Italia (bandiera)  | C     | Arialdo Malfatti      |
|    | Italia (bandiera)  | C     | Libero Marchini       |
|    | Italia (bandiera)  | P     | Bruno Monti           |
|    | Italia (bandiera)  | C     | Josè Paolinelli       |
|    | Brasile (bandiera) | C     | Luís Atílio Pennacchi |
|    | Italia (bandiera)  |       | Luigi Pergola         |
|    | Italia (bandiera)  | C     | Elia Puccini          |
|    | Italia (bandiera)  | D     | Ferruccio Quilici     |
|    | Italia (bandiera)  | C     | Giuliano Ragghianti   |
|    | Italia (bandiera)  | P     | Arduino Romoli        |
|    | Italia (bandiera)  | C     | Egidio Turchi         |
|    | Italia (bandiera)  | C     | Massimiliano Zandali  |

## Risultati

### Serie B

#### Girone di andata
| Arbitro: | Saracini (Ancona) |

|        |           |         |
| Turchi | Marcatori | Cassani |

| Arbitro: | Silvano (Torino) |

|           |           |       |
| Subinaghi | Marcatori | Coppa |

| Lucca 20 ottobre 1940 3ª giornata | Lucchese       | 0 – 0 referto | Savona | Stadio Porta Elisa\| Arbitro: \| Rosso (Torino) \| |
| Arbitro:                          | Rosso (Torino) |               |        |                                                    |

| Arbitro: | Dellarole (Vercelli) |

|                  |           |       |
| Gambini Biasotto | Marcatori | Coppa |

| Arbitro: | Cardinali (Milano) |

|                              |           |         |
| Zandali Borrini Coppa ?’, ?’ | Marcatori | Zuliani |

| Arbitro: | Savio (Torino) |

|  |           |                 |
|  | Marcatori | ?’ (rig.) Coppa |

| Arbitro: | Dellarole (Vercelli) |

|                     |           |                                                                  |
| Capra 26’ Coppa 77’ | Marcatori | 44’ Magotti 57’, 75’ Colaussi 60’ Sentimenti 67’ Notti 83’ Banfi |

| Arbitro: | Signorile (Bari) |

|                |           |         |
| Bellelli Valli | Marcatori | Borrini |

| Arbitro: | Mazza (Napoli) |

|          |           |                      |
| Marchini | Marcatori | ?’, ?’ Magni Celoria |

| Arbitro: | Limido (Milano) |

|       |           |                  |
| Fibbi | Marcatori | Bonistalli Colli |

| Arbitro: | Marsciani (Modena) |

|             |           |         |
| Capra Colli | Marcatori | Pizzala |

| Arbitro: | Carpani (Milano) |

|                 |           |            |
| Mannocci Tonali | Marcatori | Bonistalli |

| Arbitro: | Poggipollini (Ferrara) |

|                            |           |  |
| Marchetti ?’ (rig.) Chiodi | Marcatori |  |

| Arbitro: | Moretti (Genova) |

|       |           |            |
| Coppa | Marcatori | Del Medico |

| Arbitro: | Tassini (Verona) |

|                           |           |             |
| Biagini 22’ Bianchi I 40’ | Marcatori | 27’ Borrini |

| Arbitro: | Scotto (Savona) |

|                     |           |  |
| Colli Capra Borrini | Marcatori |  |

| Arbitro: | Bellè (Venezia) |

|              |           |             |
| Barbieri 45’ | Marcatori | 40’ Borrini |

#### Girone di ritorno
| Arbitro: | Scotto (Savona) |

|                                                       |           |         |
| Di Pasquale ?’, ?’ Biraghi ?’, ?’ Di Prisco Belardini | Marcatori | Borrini |

| Arbitro: | Moretti (Genova) |

|             |           |  |
| Colli Capra | Marcatori |  |

| Arbitro: | Silvano (Torino) |

|                     |           |                 |
| Landolfi 49’ (aut.) | Marcatori | 6’ (rig.) Colli |

| Arbitro: | Bellè (Venezia) |

|          |           |  |
| Capra 9’ | Marcatori |  |

| Arbitro: | Fois (Roma) |

|             |           |  |
| Rallo Costa | Marcatori |  |

| Lucca 16 marzo 1941 23ª giornata | Lucchese       | 0 – 0 referto | Verona | Stadio Porta Elisa\| Arbitro: \| Gamba (Napoli) \| |
| Arbitro:                         | Gamba (Napoli) |               |        |                                                    |

| Arbitro: | Neri (Vicenza) |

|                 |           |  |
| Fregni 36’, 83’ | Marcatori |  |

| Arbitro: | Piglione (Reggio Emilia) |

|                                           |           |  |
| Azzimonti 14’, 41’ Guerrini 61’ Coppa 62’ | Marcatori |  |

| Arbitro: | Limido (Milano) |

|            |           |  |
| Stella 50’ | Marcatori |  |

| Lucca 13 aprile 1941 27ª giornata | Lucchese          | 0 – 0 referto | Alessandria | Stadio Porta Elisa\| Arbitro: \| Vannini (Bologna) \| |
| Arbitro:                          | Vannini (Bologna) |               |             |                                                       |

| Vercelli 20 aprile 1941 28ª giornata | Pro Vercelli      | 0 – 0 referto | Lucchese | Stadio Leonida Robbiano\| Arbitro: \| Coletti (Treviso) \| |
| Arbitro:                             | Coletti (Treviso) |               |          |                                                            |

| Arbitro: | Ciamberlini (Genova) |

|                        |           |  |
| Guerrieri 7’ Coppa 72’ | Marcatori |  |

| Arbitro: | Tonnetti (Roma) |

|                    |           |           |
| Guerrieri 19’, 20’ | Marcatori | 44’ Suppi |

| Arbitro: | Coletti (Treviso) |

|              |           |  |
| Baldassi 54’ | Marcatori |  |

| Arbitro: | Tonnetti (Roma) |

|                  |           |  |
| Coppa 63’ (rig.) | Marcatori |  |

| Arbitro: | Da Broi (Forlì) |

|                                                        |           |                         |
| Silvestrelli 38’ (rig.) Torti 61’ Fiorini I 68’, 77’ ? | Marcatori | 37’ Capra 44’ Guarnieri |

| Arbitro: | Bertolio (Torino) |

|                            |           |                  |
| Guerrieri 1’, 6’ Capra 53’ | Marcatori | 44’ Gei 51’ Dusi |

### Coppa Italia
| Arbitro: | Da Broi (Forlì) |

|                                                           |           |                         |
| Coppa 6’ Zandali 29’, 30’ Capra 46’, 89’ Testa 69’ (aut.) | Marcatori | 84’ (rig.), 87’ Pantani |

| Arbitro: | Silvano (Torino) |

|  |           |               |
|  | Marcatori | 66’ Guerrieri |

| Arbitro: | Galeati (Bologna) |

|                |           |                                          |
| Bonistalli 11’ | Marcatori | 7’ (rig.) Rocco 16’ Di Prisco 59’ Chinol |

## Statistiche

### Statistiche di squadra
| Competizione | Punti | In casa | In casa | In casa | In casa | In casa | In casa | In trasferta | In trasferta | In trasferta | In trasferta | In trasferta | In trasferta | Totale | Totale | Totale | Totale | Totale | Totale | DR |
| Competizione | Punti | G       | V       | N       | P       | Gf      | Gs      | G            | V            | N            | P            | Gf           | Gs           | G      | V      | N      | P      | Gf     | Gs     | DR |
| ------------ | ----- | ------- | ------- | ------- | ------- | ------- | ------- | ------------ | ------------ | ------------ | ------------ | ------------ | ------------ | ------ | ------ | ------ | ------ | ------ | ------ | -- |
| Serie B      | 33    | 17      | 10      | 5       | 2       | 29      | 16      | 17           | 2            | 4            | 11           | 13           | 31           | 34     | 12     | 9      | 13     | 42     | 47     | -5 |
| Coppa Italia |       | 2       | 1       | 0       | 1       | 7       | 5       | 1            | 1            | 0            | 0            | 1            | 0            | 3      | 2      | 0      | 1      | 8      | 5      | +3 |
| Totale       |       | 19      | 11      | 5       | 3       | 36      | 21      | 18           | 3            | 4            | 11           | 14           | 31           | 37     | 14     | 9      | 14     | 50     | 52     | -2 |

### Statistiche dei giocatori
| Giocatore     | Serie B  | Serie B | Coppa Italia | Coppa Italia | Totale   | Totale |
| Giocatore     | Presenze | Reti    | Presenze     | Reti         | Presenze | Reti   |
| ------------- | -------- | ------- | ------------ | ------------ | -------- | ------ |
| C. Azzimonti  | 21       | 2       | ?            | ?            | 21+      | 2+     |
| A. Bonistalli | 14       | 2       | ?            | ?            | 14+      | 2+     |
| M. Borrini    | 23       | 6       | ?            | ?            | 23+      | 6+     |
| E. Capra      | 31       | 7       | ?            | ?            | 31+      | 7+     |
| P. Colli      | 14       | 5       | ?            | ?            | 14+      | 5+     |
| F. Colombo    | 13       | 0       | ?            | ?            | 13+      | 0+     |
| E. Coppa      | 32       | 11      | ?            | ?            | 32+      | 11+    |
| G. Cozzi      | 8        | 0       | ?            | ?            | 8+       | 0+     |
| A. Frugoli    | 12       | 0       | ?            | ?            | 12+      | 0+     |
| M. Guerrieri  | 11       | 6       | ?            | ?            | 11+      | 6+     |
| J. Landolfi   | 30       | 0       | ?            | ?            | 30+      | 0+     |
| L. Marchini   | 15       | 1       | ?            | ?            | 15+      | 1+     |
| B. Monti      | 31       | -?      | ?            | ?            | 31+      | 0+     |
| J. Paolinelli | 11       | 0       | ?            | ?            | 11+      | 0+     |
| L. Pennacchi  | 26       | 0       | ?            | ?            | 26+      | 0+     |
| E. Puccini    | 27       | 0       | ?            | ?            | 27+      | 0+     |
| G. Ragghianti | 8        | 0       | ?            | ?            | 8+       | 0+     |
| E. Turchi     | 12       | 1       | ?            | ?            | 12+      | 1+     |
| M. Zandali    | 15       | 1       | ?            | ?            | 15+      | 1+     |